# قطار شهری هانوفر
قطار شهری هانوفر (انگلیسی: Hanover Stadtbahn) سیستم قطار سبک شهری در هانوفر، آلمان است.
این قطار شهری که در سال ۱۹۷۵ پایه‌گذاری شده دارای ۱۲ خط، ۱۹۶ ایستگاه و ۱۲۱ کیلومتر طول است.

## نگارخانه

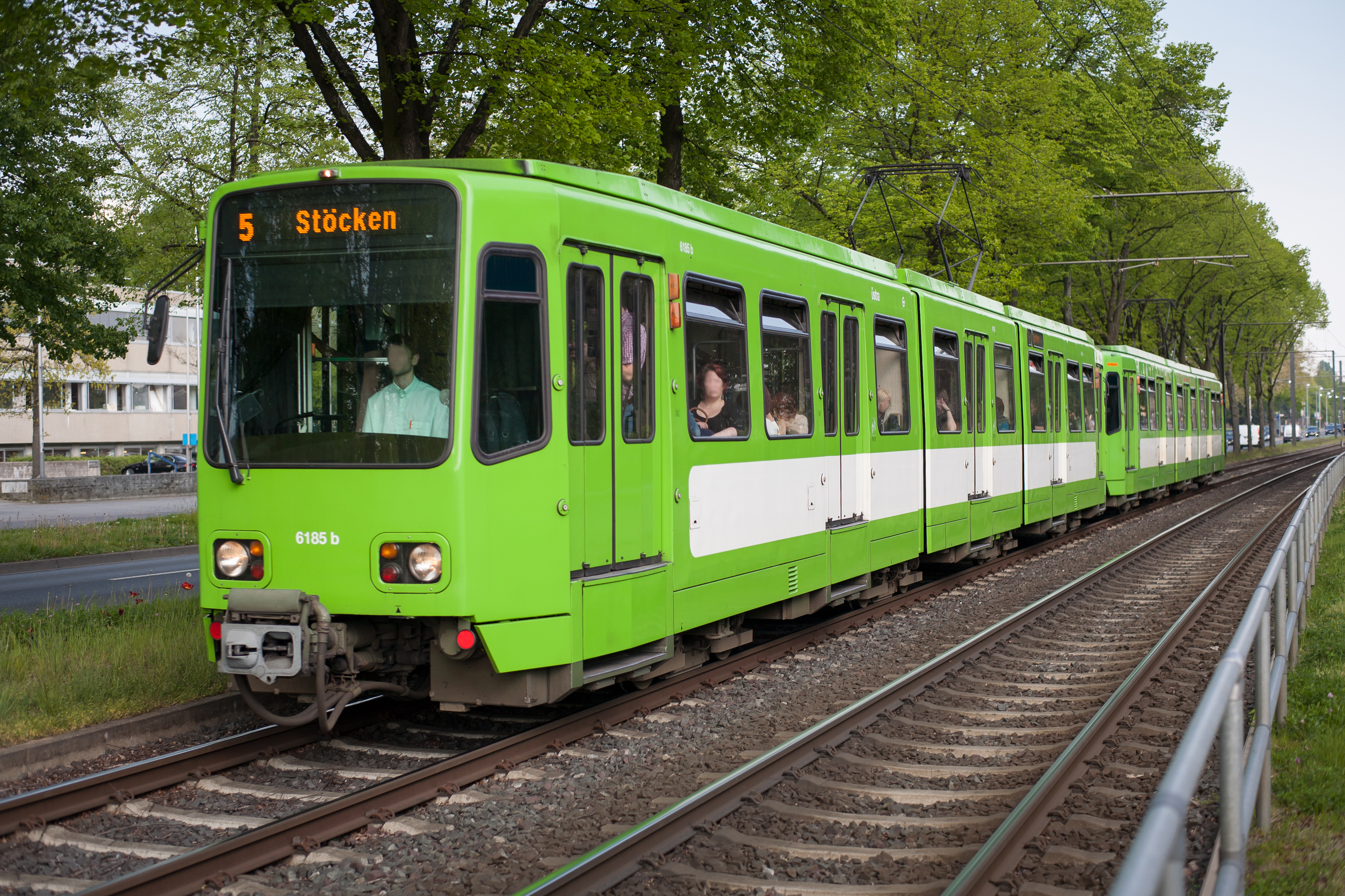
۱۹۷۵
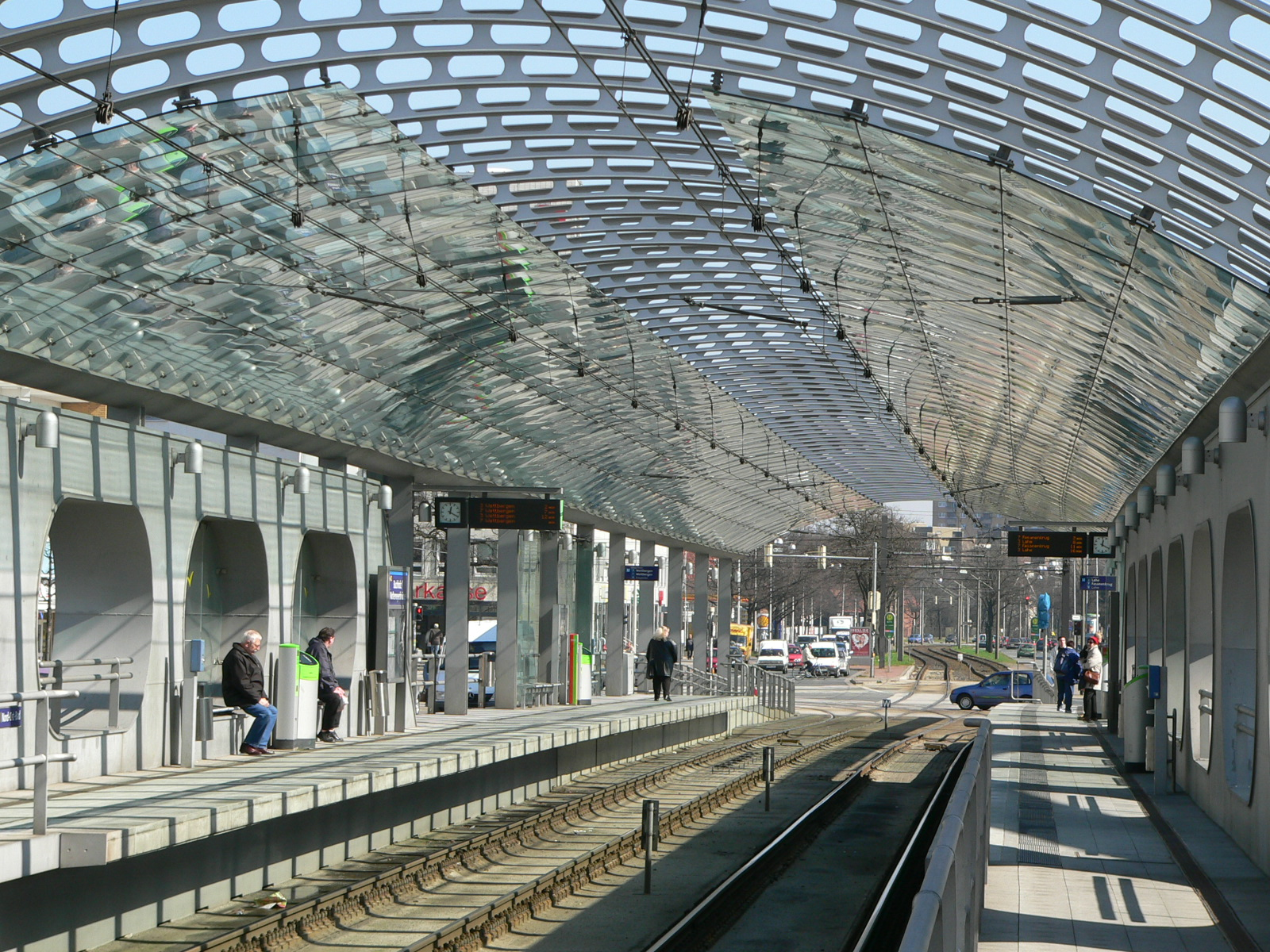
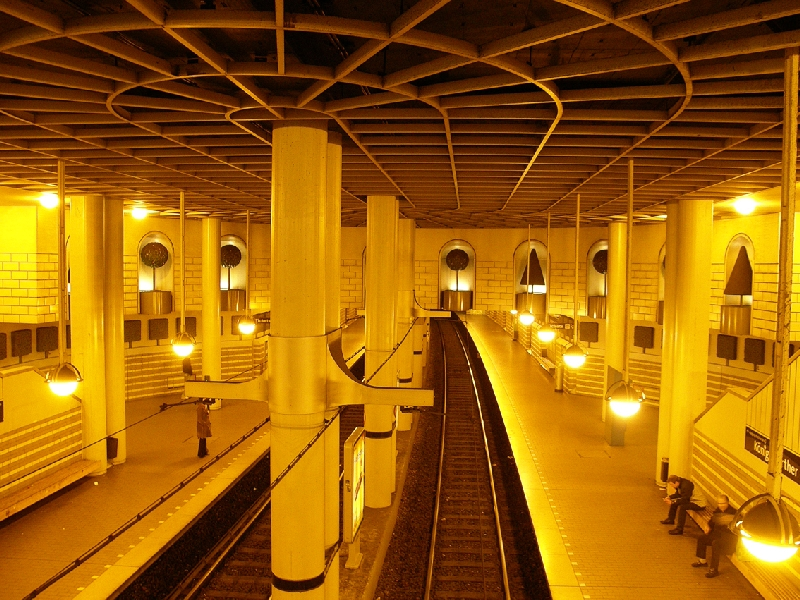
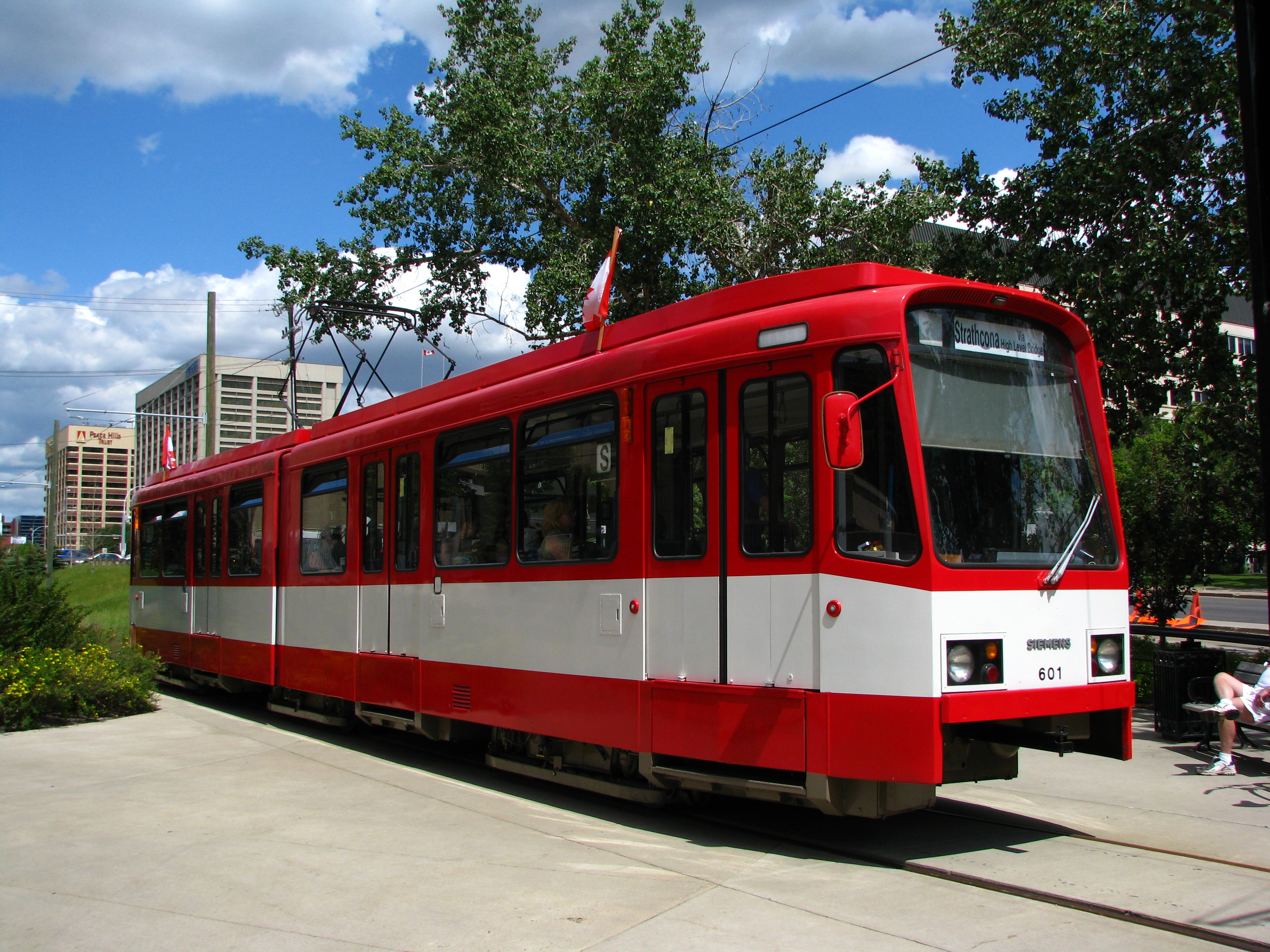
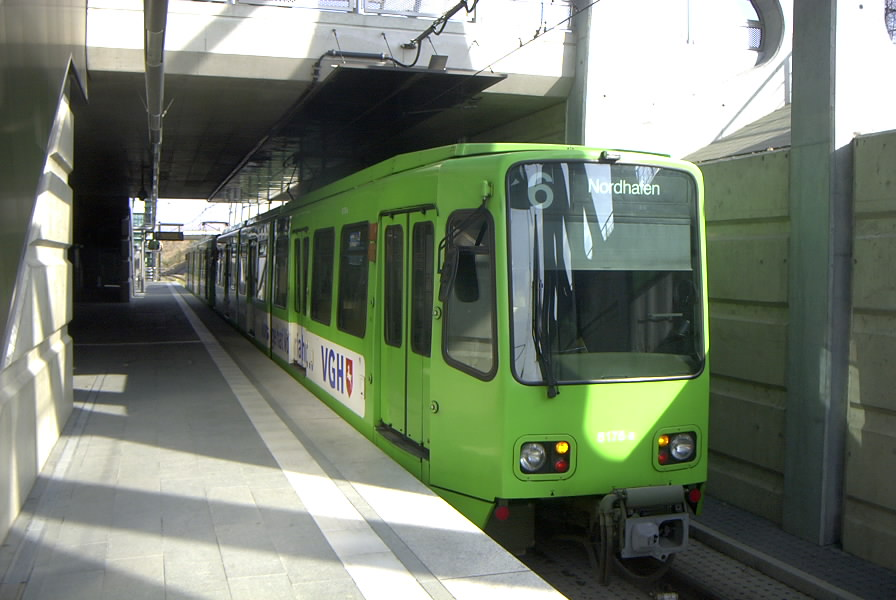
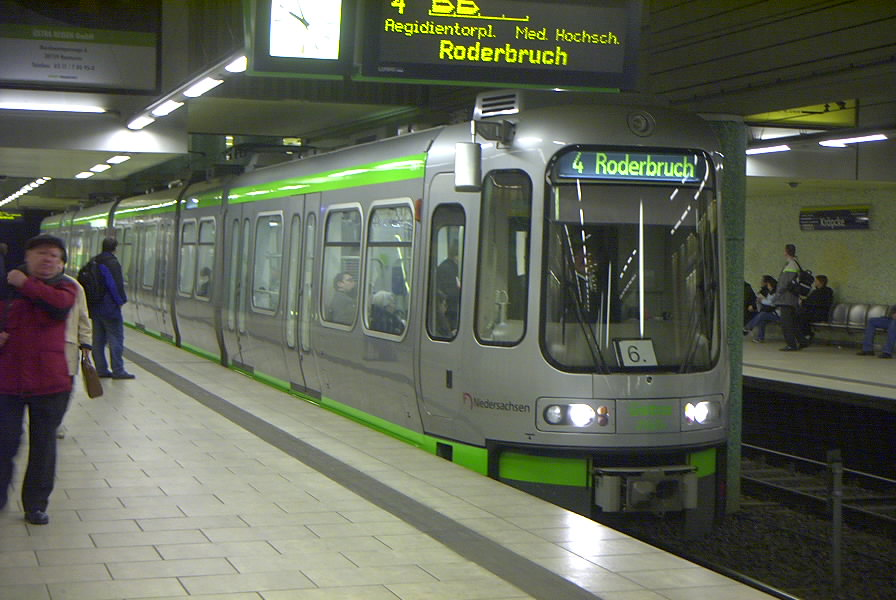
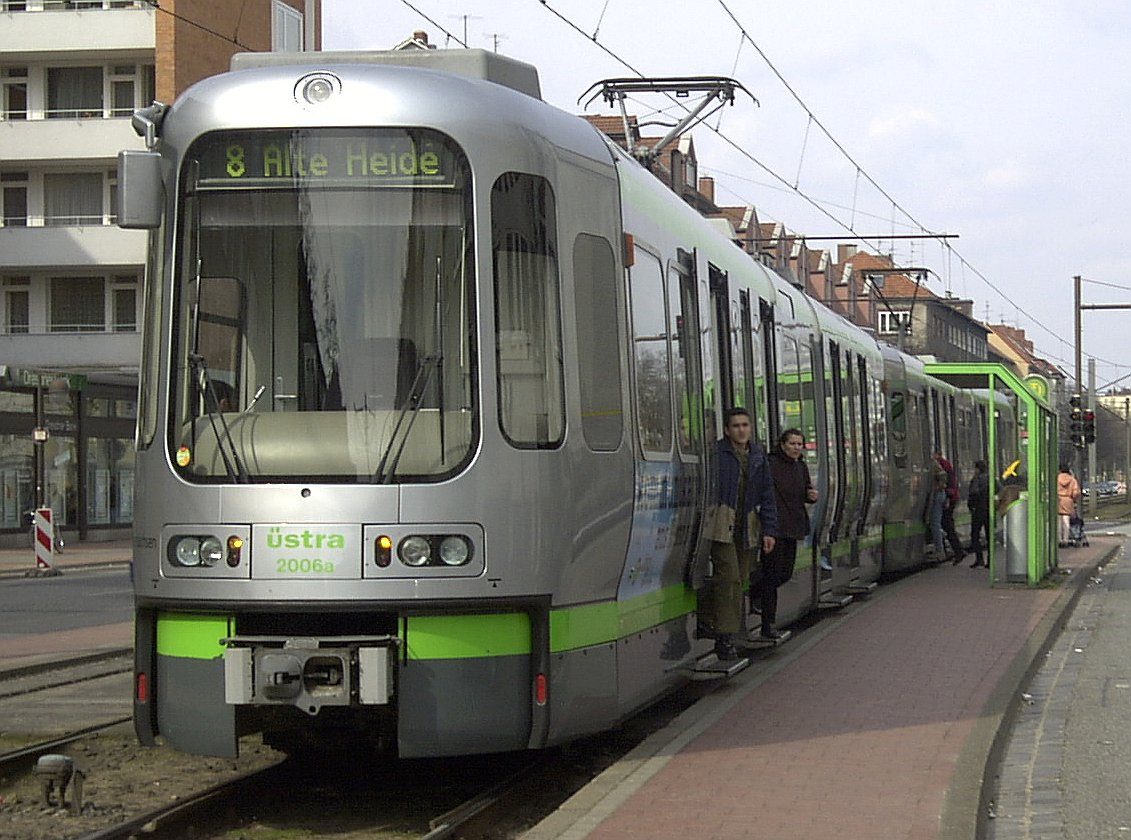